# Rezolucja Zgromadzenia Ogólnego ONZ nr 2758
Rezolucja Zgromadzenia Ogólnego ONZ nr 2758 została przyjęta 25 października 1971 r.
Zgromadzenie uznało w niej „przedstawicieli ChRL za jedynych legalnych przedstawicieli Chin w ONZ” i jednocześnie usuwało „przedstawicieli Czang Kaj-szeka (tj. rządu Republiki Chińskiej) z miejsca, które bezprawnie zajmują w ONZ i wszystkich organizacji z nią powiązanych”.